# Jardines de Salvador Espriu
Los jardines de Salvador Espriu (también conocidos en catalán como Jardinets de Gràcia, «jardincillos de Gracia») se encuentran en el distrito de Gracia de Barcelona. Fueron realizados en 1929 por Nicolau Maria Rubió i Tudurí. Están dedicados a Salvador Espriu (1913-1985), un poeta en lengua catalana, Premio de Honor de las Letras Catalanas en 1972.

## Descripción
Estos jardines se encuentran en la parte superior del paseo de Gracia, entre la plaza del Cinco de Oros —confluencia de este paseo con la avenida Diagonal— y la de Nicolás Salmerón, donde da comienzo la calle Mayor de Gracia. Son unos populares jardines conocidos anteriormente como Jardinets de Gràcia, hasta que fueron dedicados a Salvador Espriu en 1991, en recuerdo de que el poeta vivía frente a ellos, en el número 118 del paseo de Gracia. 
Fueron realizados en el contexto de la  Exposición Internacional de 1929 por Nicolau Maria Rubió i Tudurí, entonces director de Parques y jardines de Barcelona, para servir de enlace de conexión entre el paseo de Gracia y el barrio de Gracia, anteriormente una villa que fue anexionada a la ciudad de Barcelona en 1897. Tienen forma rectangular, y su parte central está ocupada por unos largos parterres de césped, bordeados de una veintena de plátanos dispuestos en hilera. En su parte superior hay una fuente con surtidores de agua.
Para su inauguración se colocó la Fuente de la Aurora, un grupo escultórico situado sobre un estanque, obra de Joan Borrell i Nicolau. Constaba de una figura central, Minerva, de pie sobre una barca, que sujetaba dos cuadrigas tiradas cada una por dos caballos, una dirigida por Helios (el sol), y otra por Selene (la luna), más dos ninfas situadas a sus pies y unas columnas rematadas con águilas. Sin embargo, la obra no gustó a los vecinos, especialmente porque se situó de cara a la Diagonal, por lo que daba la espalda al barrio de Gracia. Así pues, en 1931 la obra fue desmontada y guardada en un almacén municipal. Algunos años más tarde, algunas de sus piezas fueron colocadas de forma separada en otros lugares de la ciudad: uno de los carros, el de Helios, fue instalado en 1934 en el Turó Park —el otro fue fundido para aprovechar el bronce—; una de las ninfas, titulada Ninfa que se peina, se situó en la plaza de Joaquim Folguera en 1968; las águilas fueron ubicadas en el Zoo de Barcelona en 1969; la figura de Minerva fue colocada en 2003 en el paseo de Santa Madrona, en Montjuïc; y la de Selene fue colocada en 2014 en la avenida de Vallcarca.
Posteriormente, se han ido colocando en los jardines varias obras de arte público: 
- El Ampurdán. Nueva oda a Barcelona (1961), de Ernest Maragall i Noble, una escultura de mármol con dos figuras de mujeres sentadas, una desnuda y otra vestida con unos finos velos, de aire clásico. Está dedicada al poeta Joan Maragall, padre del escultor, del que presenta inscrito un poema de su Oda nueva a Barcelona: «Les muntanyes i el mar immens, si el món ja és tant formós, Senyor» (las montañas y el mar inmenso, si el mundo ya es tan hermoso, Señor). La escultura se instaló en 1961, centenario del poeta, y provocó ciertas críticas de quienes veían en las dos figuras una relación lésbica. Así, unos pocos años más tarde la obra fue trasladada al parque de Cervantes, un lugar más alejado del centro de la ciudad. Sin embargo, en 1985 fue reinstalada en su ubicación original, tras la intervención del alcalde de Barcelona Pasqual Maragall, sobrino del escultor.[3]
- La Lectura. A Pompeu Fabra (1948), de Josep Clarà, un conjunto dedicado al filólogo Pompeu Fabra compuesto de la inscripción Barcelona a Pompeu Fabra y de un relieve en mármol blanco con la figura de una mujer leyendo. El monumento fue inaugurado en 1993, en el 125 aniversario de su nacimiento, con una instalación realizada por la arquitecta municipal Anna Ribas.[4]
- Surco. A Salvador Espriu (2014), de Frederic Amat, una obra excavada en la tierra con un surco de 17 metros de largo en forma de obelisco, realizado en hormigón y rodeado de césped. La idea le surgió al autor por la proximidad del obelisco instalado en la vecina plaza de Juan Carlos I —parte integrante anteriormente de un monumento dedicado a la República—, al pensar la huella que dejaría el obelisco tras su caída al suelo. El monumento está dedicado a Salvador Espriu, en el centenario de su nacimiento, e incluye una placa con un poema del autor catalán: «Brilla, dins l'únic coneixement del negre, l'or del meu somni» (Brilla, dentro del único conocimiento del negro, el oro de mi sueño).[5]

## Galería

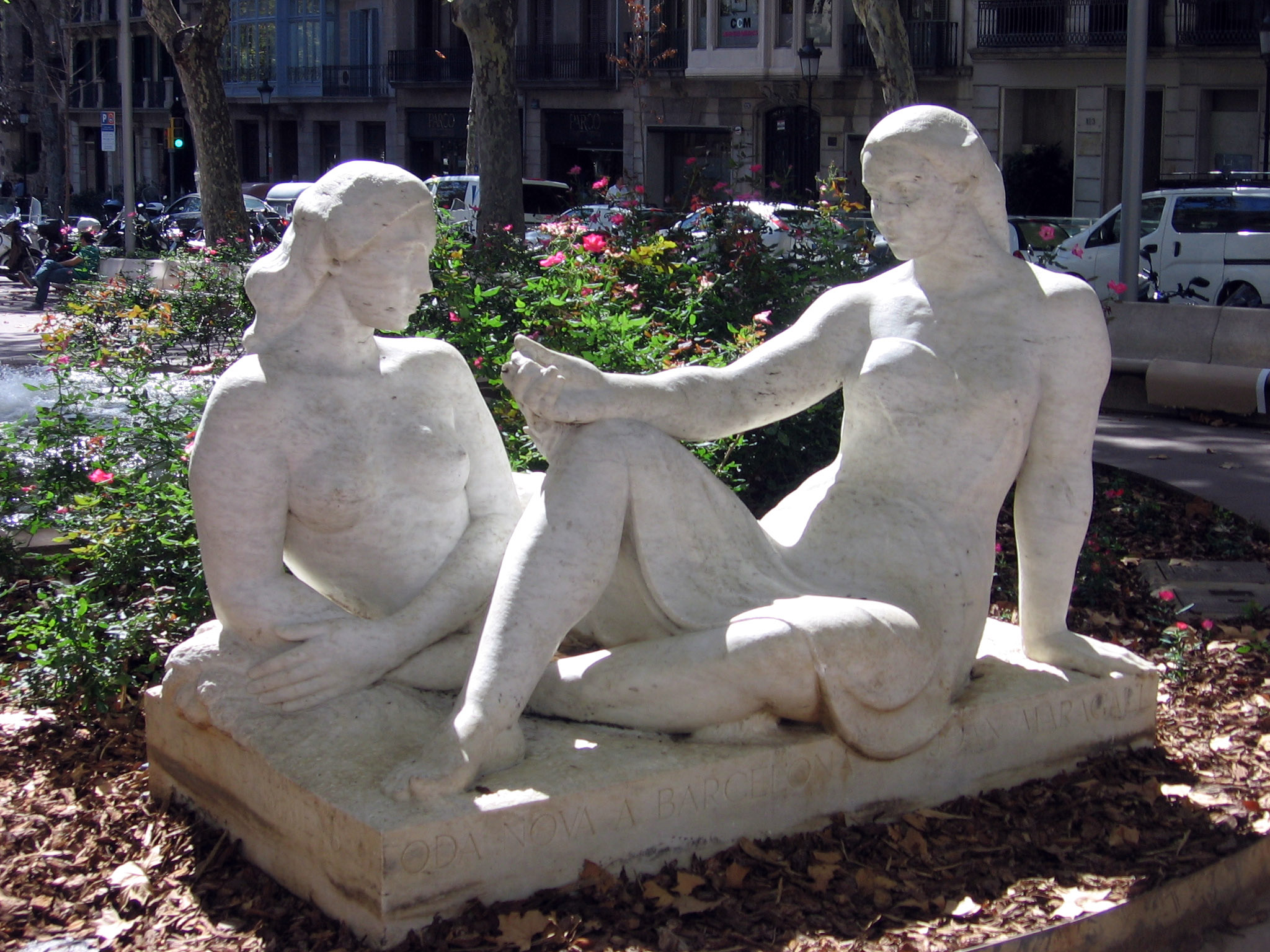
El Ampurdán. Nueva oda a Barcelona (1961), de Ernest Maragall i Noble.
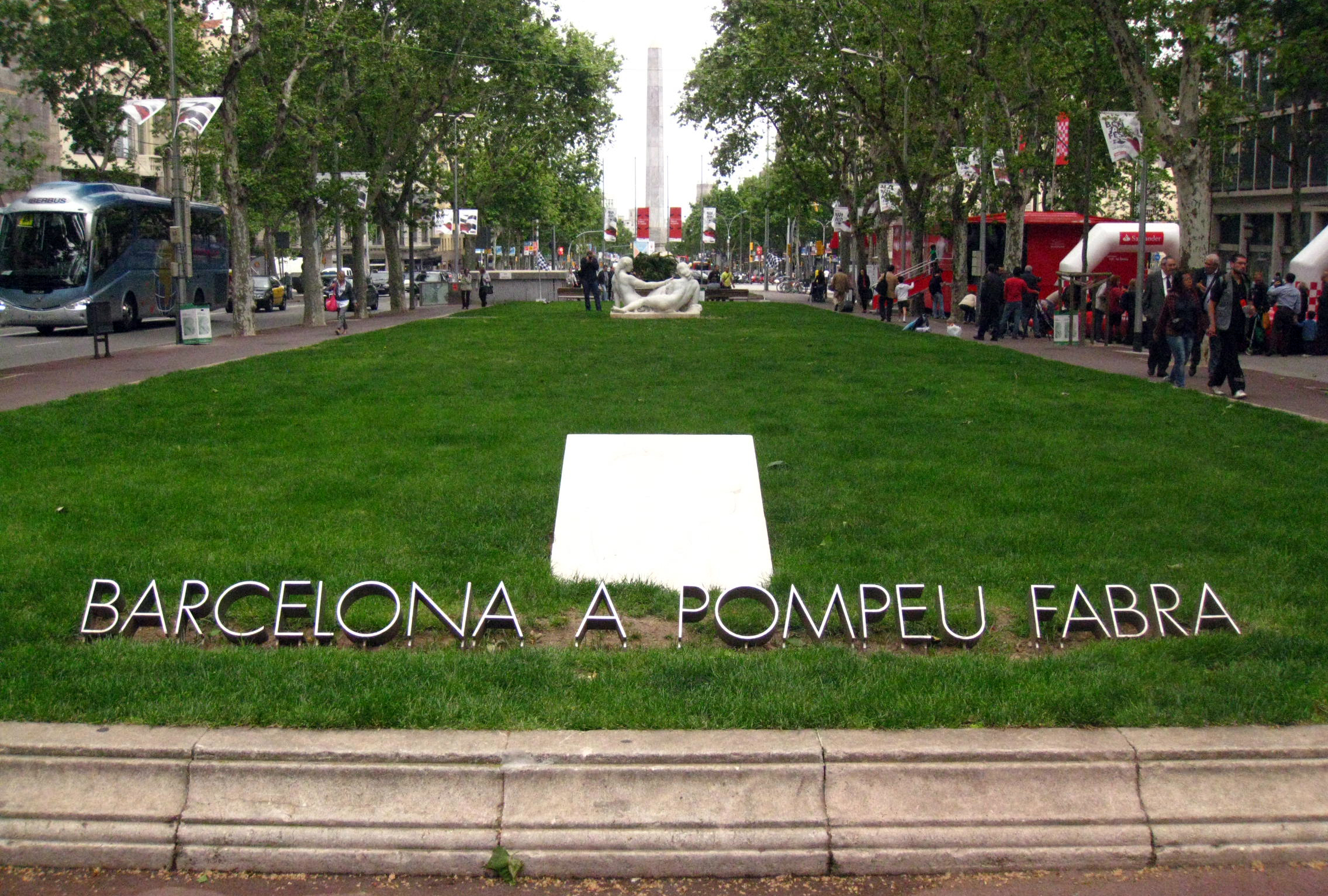
La Lectura. A Pompeu Fabra (1948), de Josep Clarà.
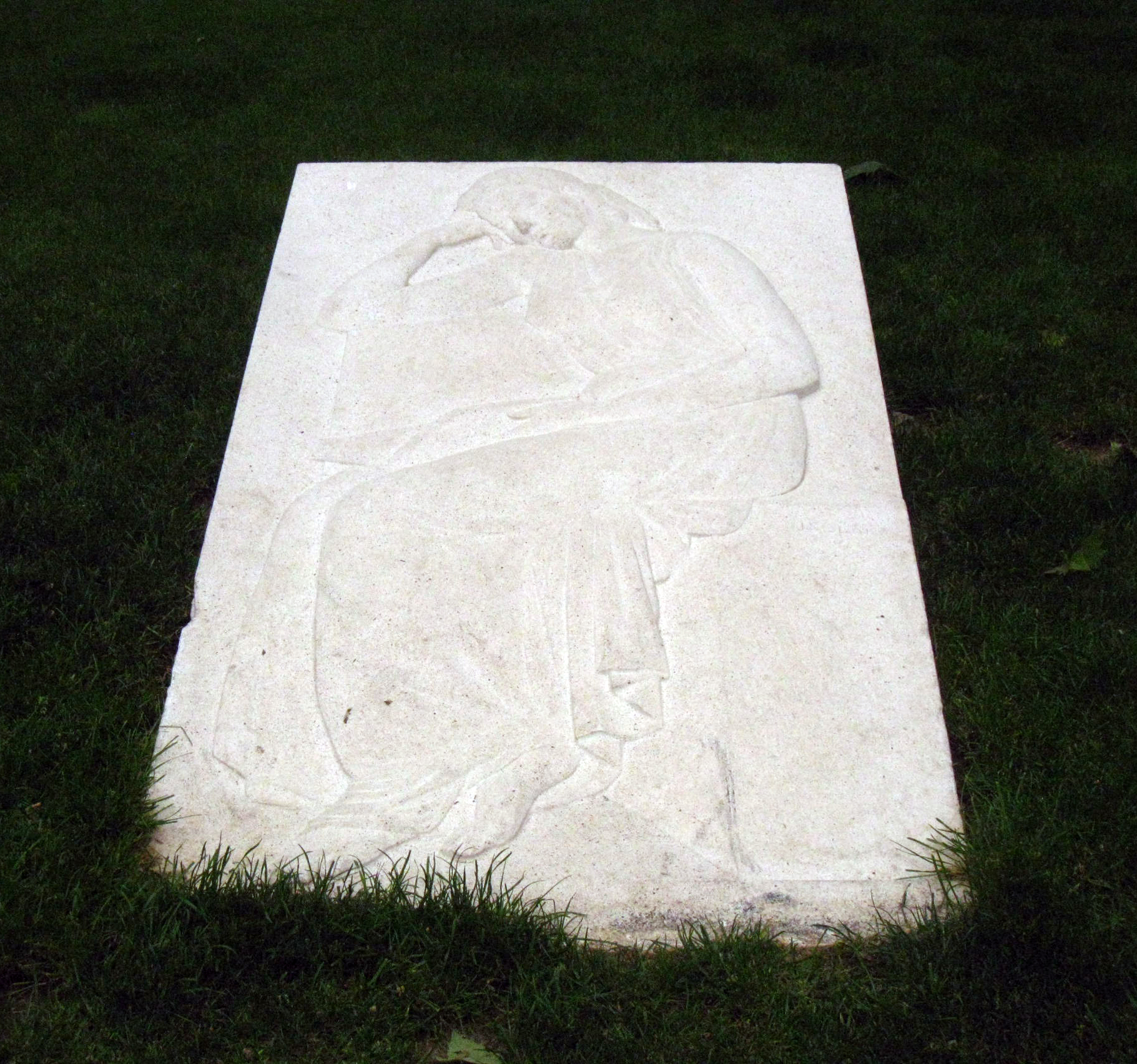
La Lectura. A Pompeu Fabra (1948), de Josep Clarà, relieve.
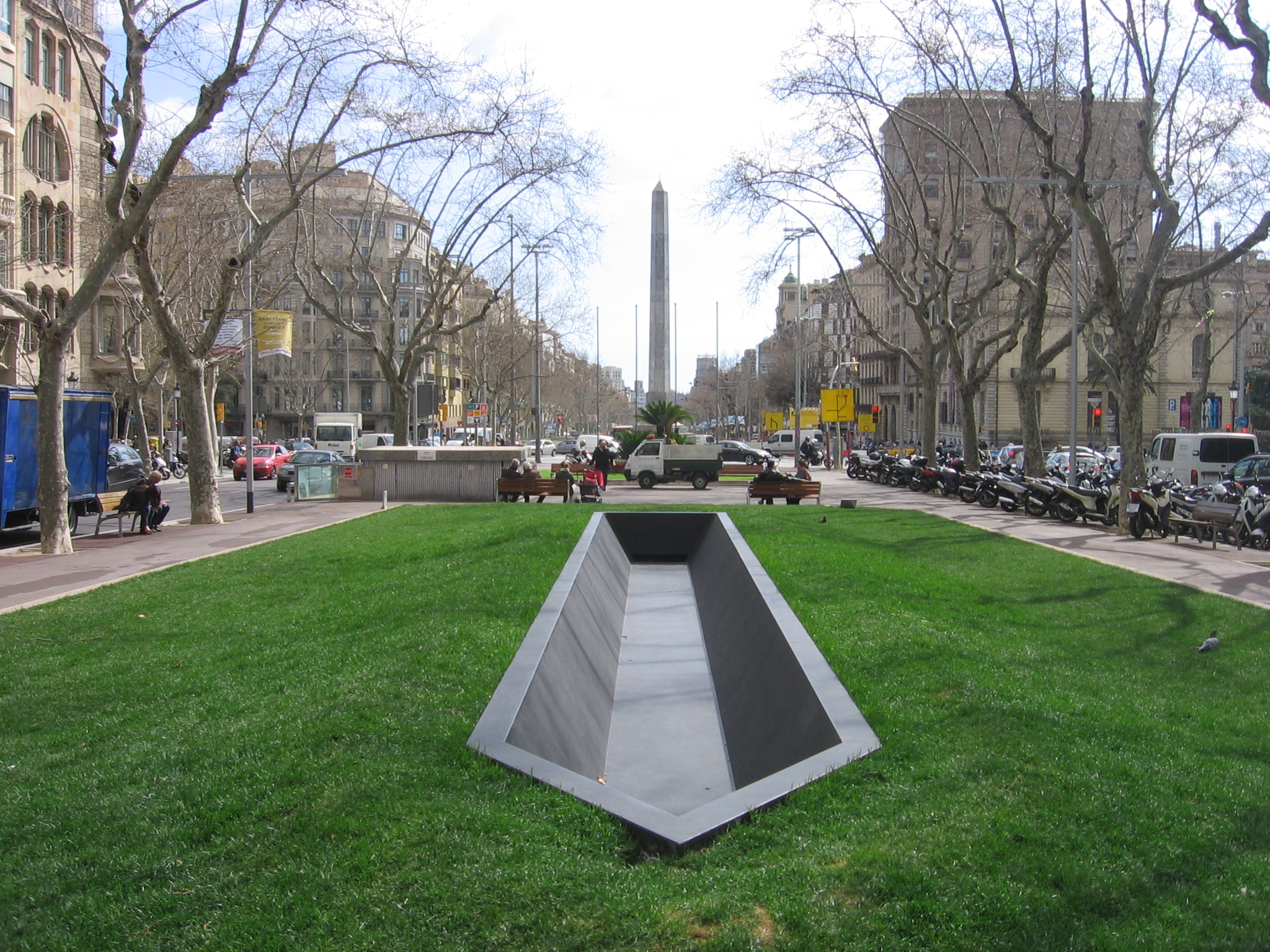
Surco. A Salvador Espriu (2014), de Frederic Amat.
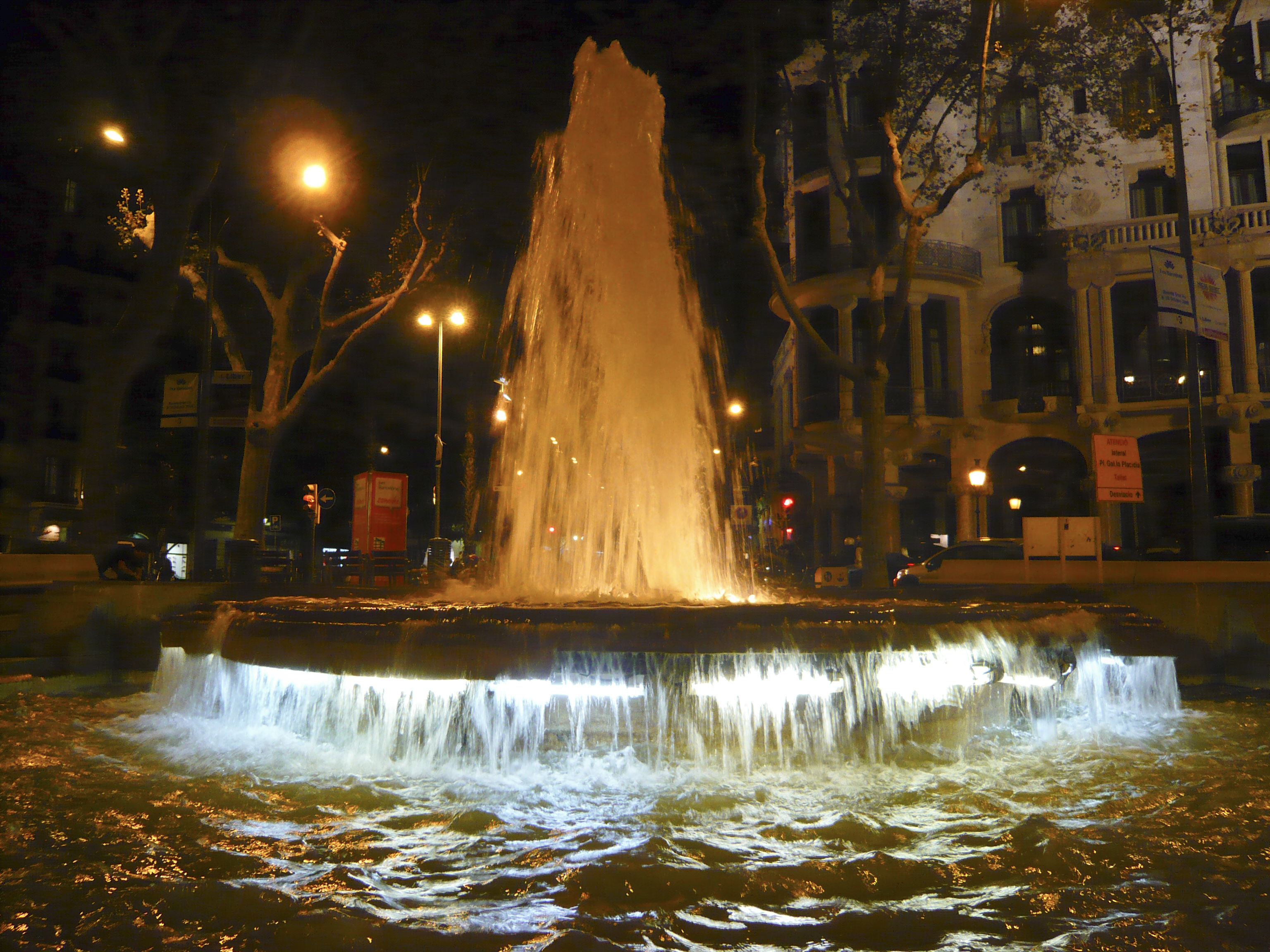
Fuente, visión nocturna.